# Yapraklı
Yapraklı ist eine Stadt und ein Landkreis der türkischen Provinz Çankırı. Der Ort liegt etwa 25 Kilometer nordöstlich der Provinzhauptstadt Çankırı und beherbergt etwa ein Viertel der Landkreisbevölkerung. Im Jahr 1955 wurde Yapraklı eine Gemeinde (Belediye).
Der Landkreis liegt im (Nord-)Osten der Provinz. Er ist im Süden und Westen vom zentralen Landkreis umschlossen, grenzt im Nordwesten an den Kreis Ilgaz. Provinzüberschreitend hat er zudem Grenzen mit dem Kreis Tosya (Provinz Kastamonu) im Norden sowie mit dem Kreis Bayat der Provinz Çorum im Osten. Die Stadt ist über eine Landstraße mit der Provinzhauptstadt im Südwesten verbunden. Der Fluss Acı Çay (auch Büyük Çay oder Uluçay) entspringt im Norden des Landkreises, fließt nach Südwesten und mündet bei Çankırı in den Terme Çayı. Im Norden des Kreises liegt ein Teil des Gebirges Geçmiş Dağları, im Süden der 1467 Meter hohe Çiçeğinpınar Tepesi.
Der Kreis besteht seit April 1958 und weist neben der Kreisstadt noch 38 Dörfer (Köy) auf, die von durchschnittlich 146 Menschen bewohnt werden. Mit 981 Einwohnern ist Yukarıöz das größte Dorf. Die Bevölkerungsdichte des Landkreises ist mit 10 Einwohnern je Quadratkilometer nicht einmal halb so hoch wie der Provinzdurchschnitt (26 Einwohner je km²).